# Улица Бориса Чичибабина (Харьков)
Улица Бориса Чичибабина — улица в Загоспромье в Шевченковском районе Харькова. Длина 760 метров. Начинается от Клочковского спуска, пересекается с улицами Юры Зойфера и Леся Курбаса. Заканчивается на пересечении с проспектом Науки. Застроена преимущественно многоэтажными советскими домами 1930-х годов. Названа в честь украинского поэта Бориса Чичибабина, который жил и работал в Харькове.

## Дома
- Дом №1 Жилой дом Военного ведомства («Военвед»). Построен в 1937 г. по проекту украинского архитектора Петра Ефимовича Шпары (при консультации академика А. М. Бекетова ). Достопримечательность архитектуры Харькова.

- Дом №2 Жилой дом «Профработник». Построен в 1930-е.

- Дом №4 Жилой дом «Красный химик»

- Дом №7 «Дом специалистов»

## Галерея

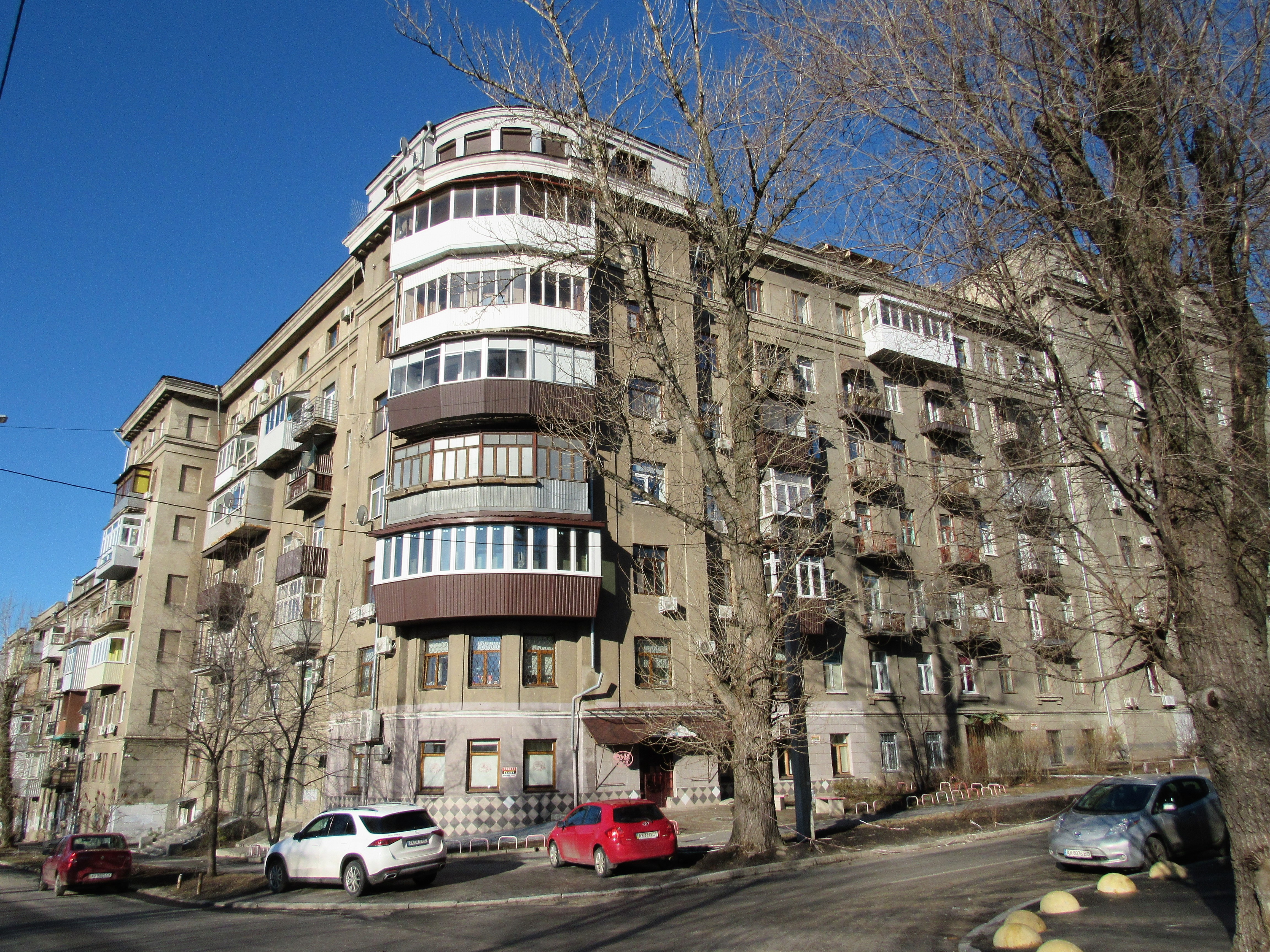
Дом №1
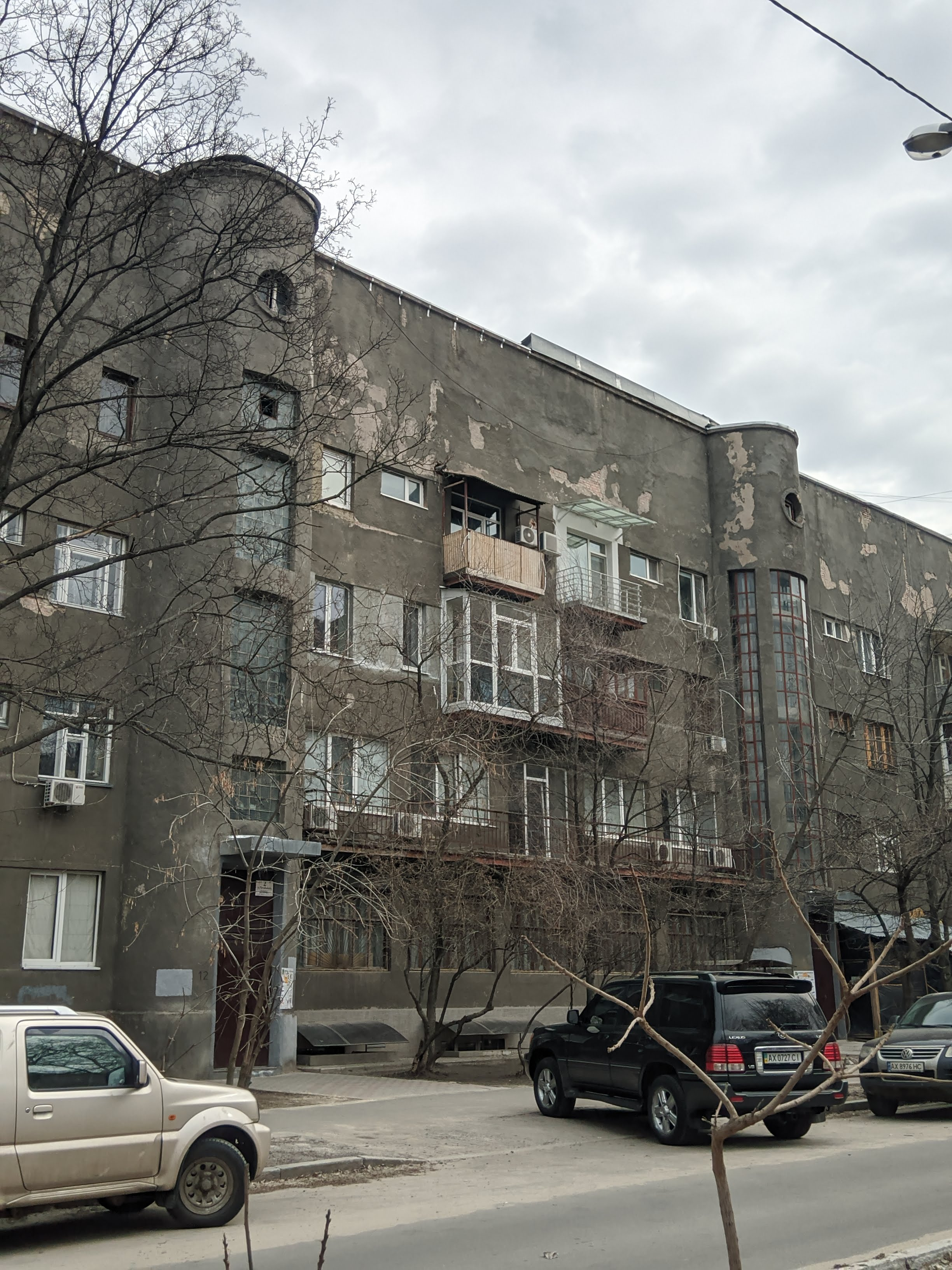
Дом №2
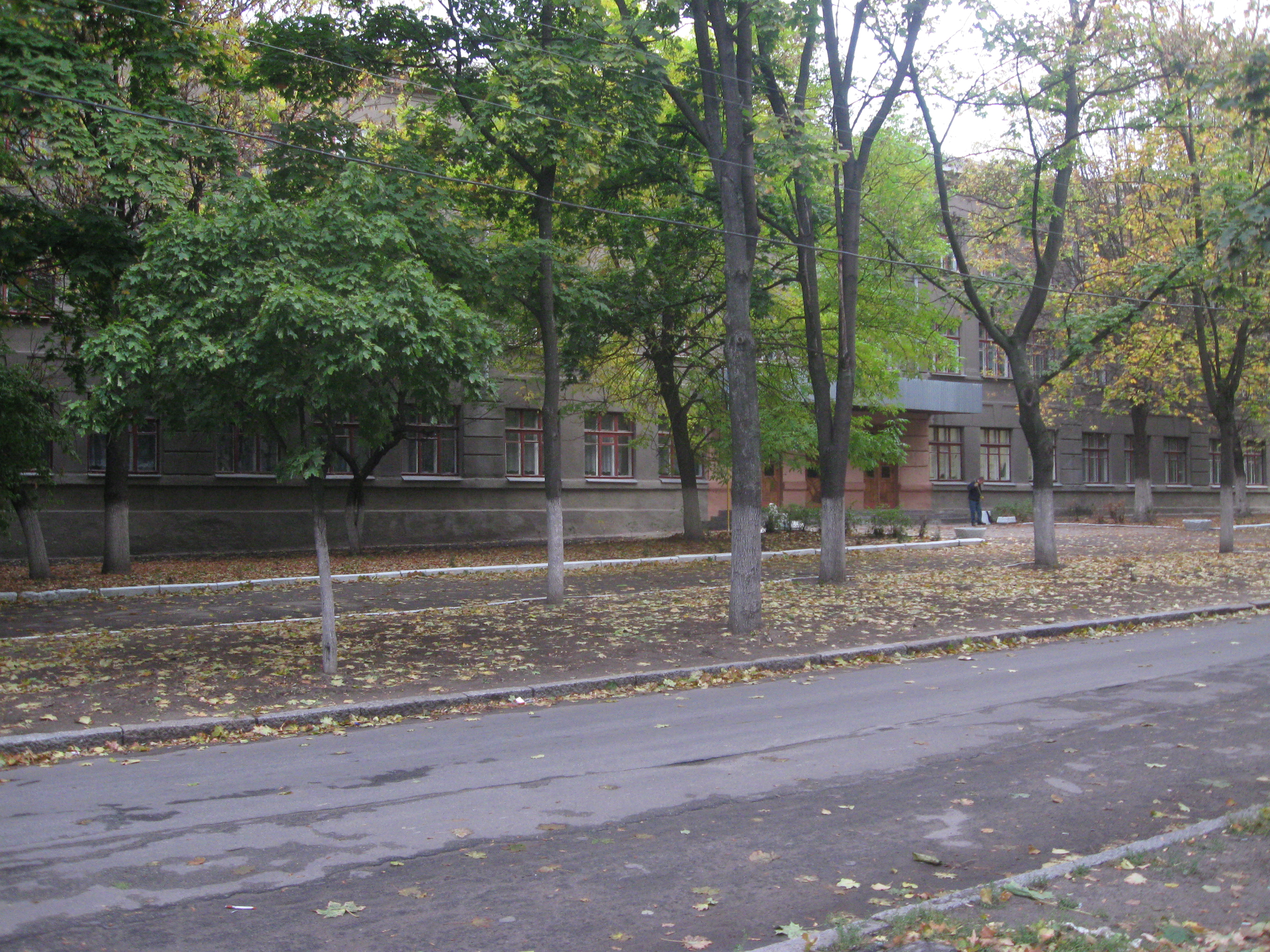
Школа №131
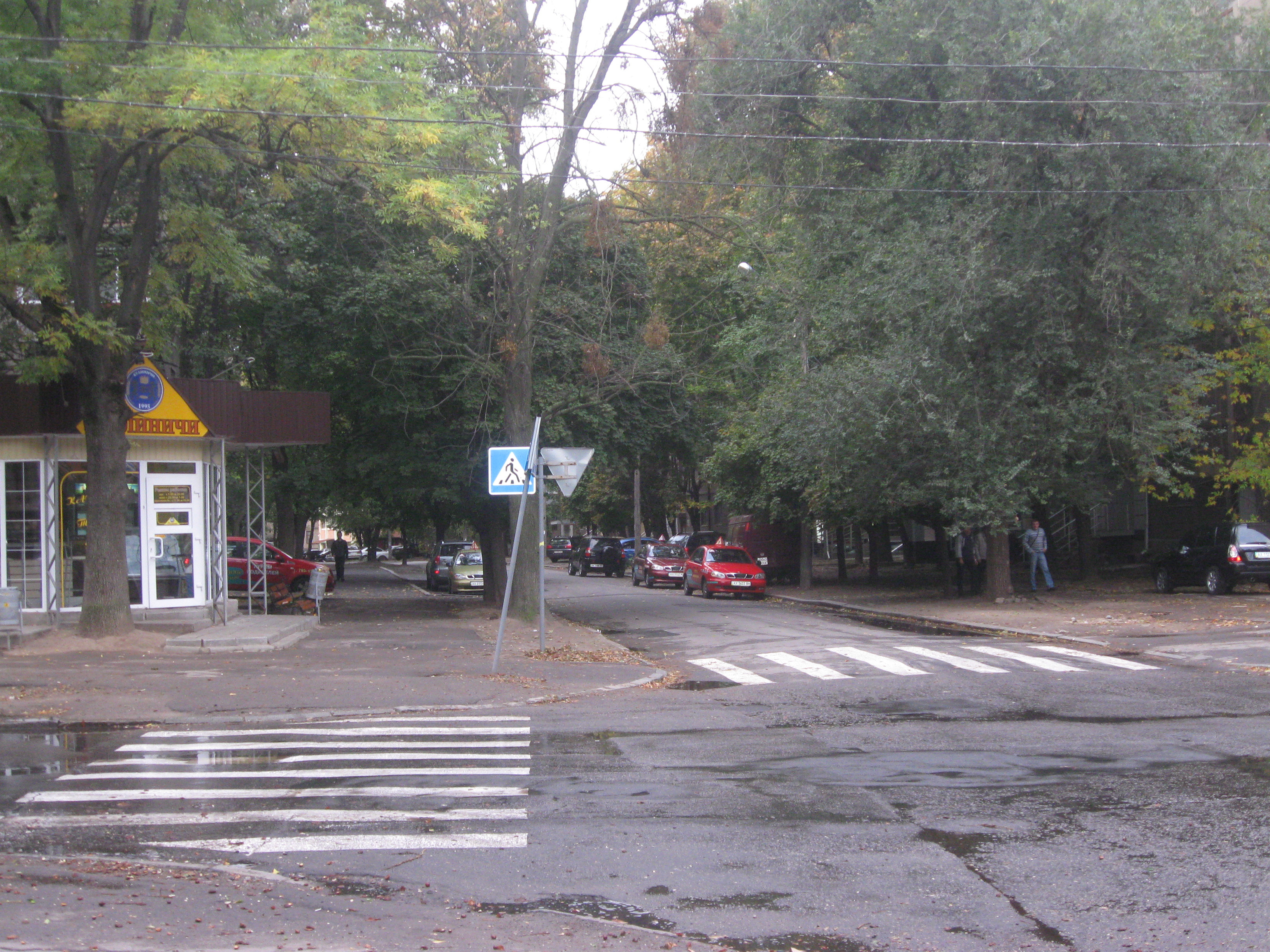
Перекрёсток улицы Бориса Чичибабина и улицы Леся Курбаса
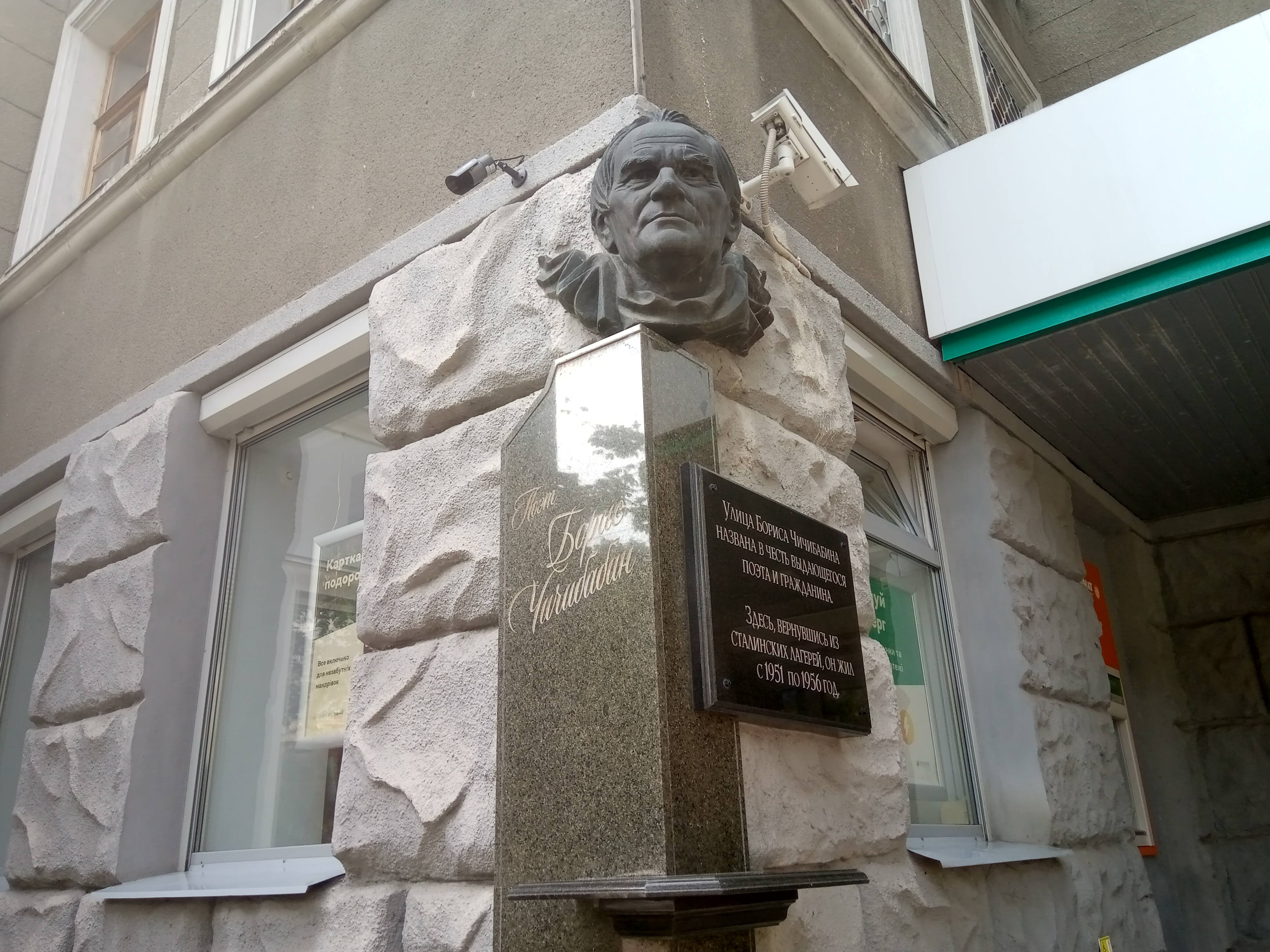
Мемориальная табличка в честь Бориса Чичибабина в конце улицы